# Kostelní Radouň
Kostelní Radouň település Csehországban, a Jindřichův Hradec-i járásban. Kostelní Radouň Jarošov nad Nežárkou, Okrouhlá Radouň, Lodhéřov és Jindřichův Hradec településekkel határos. Lakosainak száma 304 fő (2024. január 1.).

## Népesség
A település lakosságának változását az alábbi diagram mutatja:
| Lakosok száma | 490  | 543  | 519  | 376  | 291  | 245  | 298  | 294  | 304  | 304  |
|               | 1869 | 1890 | 1921 | 1950 | 1980 | 2001 | 2017 | 2019 | 2022 | 2024 |